# Rio Leita

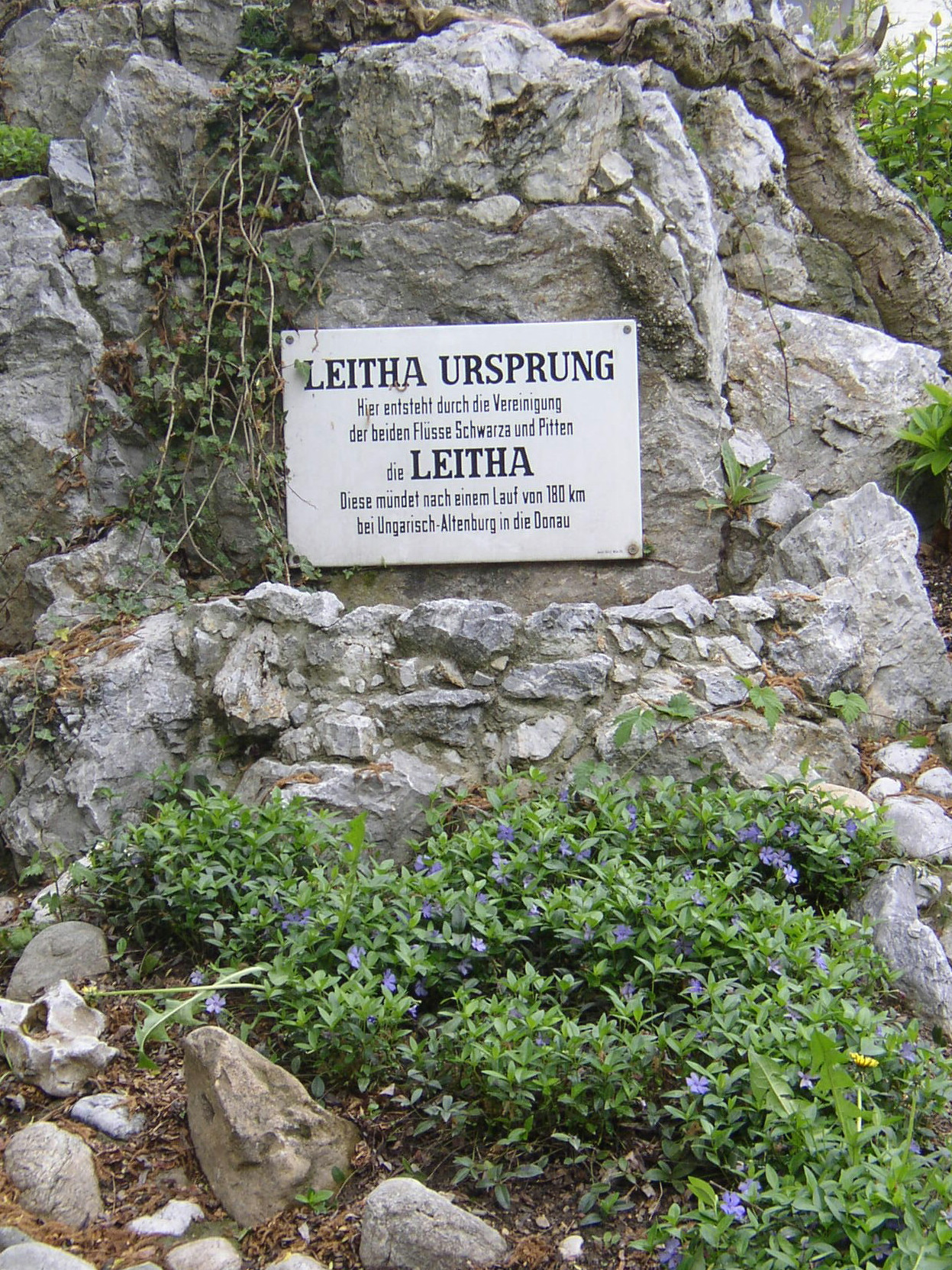
Placa indicando as fontes do Leitha, em Haderswörth.

O rio Leita ou Leitha (em alemão:  Leitha; em húngaro:  Lajta; em tcheco/checo:  Litava), com um percurso de 180 km, flui através da Europa Central. Nasce no leste da Áustria da confluência de dois tributários (Schwarza ePitten ). Entre Katzelsdorf e Leithaprodersdorf, Leitha faz a fronteira entre Baixa Áustria e Burgenland, a antiga fronteira entre a Áustria e a Hungria até 1921.
Perto de Nickelsdorf, o rio entra na hoje  Hungria, onde se junta a um braço do Danúbio próximo a Mosonmagyaróvár.
Outras cidades em seu curso são Wiener Neustadt e Bruck an der Leitha.
Do Leitha e seus afluentes partem vários canais usados no passado para fornecer energia às empresas têxteis e hoje para usinas hidrelétricas. 

## Importância histórica
Os  topônimos Lajtabánság, Cisleitânia e Transleitânia são todos derivados de Leitha. Após o tratado de 1867 de Compromisso Austro-Húngaro (Ausgleich) entre a Áustria e a Hungria que criou o império austro-húngaro ou dupla monarquia,"além do Leitha" (em alemão:  Transleithanien) se tornou a forma coloquial de Viena de se referir à região]s ao outro lado do Leitha (ou seja, Hungría), enquanto que "aquém do Leitha" (em alemão:  Cisleithanien) designava a região em torno de Viena (ou seja, Austria).